# منطقه شمالی، پرتغال
منطقه شمالی (پرتغالی: Região do Norte) یکی از منطقه‌های کشور پرتغال است که ۲۱۲۷۸ کیلومتر مربع مساحت و ۳٬۶۸۹٬۱۷۳ نفر جمعیت دارد.